# John Forbes (poet)
John Forbes, född 1 september 1950, död 23 januari 1998, var en australiensisk poet. 
Forbes föddes i Melbourne men växte upp i norra Queensland, Malaysia och Nya Guinea. Han gick på University of Sydney och kände bland annat poeterna Robert Adamson, Martin Johnston och John Tranter. Under den här tiden influerades han mycket av de amerikanska poeterna Ted Berrigan, John Ashbery och Frank O'Hara.
Han återvände för att bo i Melbourne på det senare 80-talet där han blev anställd som poesiredaktör hos Scripsi. Hans vänner runt denna tid inkluderar poeterna Gig Ryan, Laurie Duggan och Alan Wearne.
Forbes dog i Melbourne av en hjärtattack, 47 år gammal. 